# Zákány Gyula
Zákány Gyula, Scheich Gyula Alajos János (Zákány, 1890. április 7. – Buffalo, 1963. március 24.) magyar katolikus pap, országgyűlési képviselő.

## Élete
1890-ben született a Somogy vármegyei Zákányban Scheich János körjegyző és Kersler Gizella fiaként. Középiskolai tanulmányait Nagykanizsán és Pécsen végezte, majd a pécsi püspöki szemináriumba és a teológiára járt, Zichy Gyula pécsi püspök 1912-ben szentelte áldozópappá. Ezután Pécsen volt hitoktató és elvégezte a budapesti egyetem jogi fakultását, doktori címet 1913-ban szerzett. 
Az első világháború alatt tábori lelkészként 1914 novemberétől 1918 márciusáig állandóan a fronton volt. Az őszirózsás forradalom után egyik szervezője volt az Ébredő Magyarok Egyesületének. A Tanácsköztárság alatt kitört június 24-iki zendülés egyik vezetője volt, de a felkelést elfojtották, így menekülnie kellett, ez időben Visegrádon bujdosott. 1919-ben Scheich családi nevét Zákányra változtatta.
A Tanácsköztársaság bukása után a békefeltételek enyhítése érdekében élénk levelezésben állt londoni, párizsi, belgrádi kapcsolataival és Ernest Troubridge-el, a Duna Bizottság elnökével. Az 1920-as választásokon a tapolcai választókerületből jutott a nemzetgyűlésbe a Keresztény Nemzeti Egyesülés Pártjának programjával. Éles antiszemita programmal lépett fel, de később finomított stílusán, amiért a tapolcai helyi radikálisok 1921-ben elfordultak tőle. Legitimizmusa ekkor már nem volt időszerű. A nemzetgyűlésben interpellált a fehérterror túlkapásai és az internálások körüli visszásságok miatt. Zsidóbarátsággal, a „keresztény nemzeti politika” elárulásával vádolták meg. A Tapolcai Keresztény Nemzeti Párt 1922. január 22-én nyílt levélben deklarálta a szakítást. A kitagadott képviselő közeledési kísérletei kudarcba fulladtak. 
Zákány Gyula 1923 év elején az Egyesült Államokba távozott. Itt 1924-tól 1946-ig Lackawanna település Nagyboldogasszony templomának plébánosa, majd 1946 és 1962 között Buffaloban, a Szent Erzsébet templomban plébános. Írásai jelentek meg a Buffalói Hírlapban és a Katolikus Magyarok Vasárnapjában. 1929-ben megválasztották az Amerikai Magyarok Országos Szövetsége elnökének. Rövid betegeskedés után 74 évesen halt meg 1963-ban, Buffaloban temették el.